# Agolla
Agolla (ou Agolna) est une localité du Cameroun située dans la commune de Guémé, le département du Mayo-Danay et la Région de l'Extrême-Nord, à proximité de la frontière avec le Tchad.

## Population
En 1967 la localité comptait 810 habitants, principalement des Massa.
Lors du recensement de 2005, on y a dénombré 1 577 personnes.

## Infrastructures
Agolla est doté d'un collège public (CES).